# Литън Стрейчи
Джайлс Литън Стрейчи (на английски: Giles Lytton Strachey; 1 март 1880, Лондон – 21 януари 1932, Хем, Уилтшър) е английски писател, биограф и литературен критик, член на тайното дружество на „Апостолите“ в Кеймбриджкия университет и един от основателите на литературния кръг „Блумсбъри“.
Става известен с нов стил при писането на биографии, при който психологическият разбор и симпатията се съчетават с непочтителност и остроумие. Написаната от него през 1921 г. биография на кралица Виктория получава една от най-старите английски литературни награди – James Tait Black Memorial Prize.

## Биография
Литън Стрейчи се ражда като пети син и единадесето дете на генерал-лейтенант сър Ричард Стрейчи, офицер от британските колониални въоръжени сили, и неговата втора жена, бивша Джейн Грант. Най-близък от всичките му роднини е най-младият му брат, Джеймс, и техният братовчед, художника Дънкан Грант, с който Литън има хомосексуална връзка. Стрейчи също е много близък с писателката Вирджиния Улф, на която той през 1909 г. даже – въпреки хомосексуалността си – прави предложение за брак (от което, наистина, още на следващия ден се отказва).
Изучава история в Ливърпулски университет, а също през 1899 – 1905 г. в Тринити Колидж на Кеймбриджки университет. В Кеймбридж, при помощта на приятелите си Леонард Улф, Клайв Бел, Джон Мейнард Кейнс и др., Стрейчи влиза в интелектуално-художествената група Блумсбъри. Тук също се запознава със сестрите Вирджиния (след омъжването си – Улф) и Ванеса Стивън (след омъжването си – Бел), а също с известната меценатка лейди Отолайн Морел. Оригинални, но близки отношения в течение на много години свързват Стрейчи с художничката Дора Карингтън, която е влюбена в него. Стрейчи същевременно е свързан с интимни отношения с мъжа на Дора, Ралф Партридж. По този „любовен триъгълник“ (ménage à trois) през 1995 г. е снет кинофилмът „Карингтън“ с Ема Томпсън в главната роля. Литън Стрейчи бил слаб, тъмнокос, говорел с тънък фалцет и имал хапливо, сухо чувство за хумор, и става твърде забележима личност в групата Блумсбъри.
През годините 1904 – 1914 Стрейчи пише литературно-критически и театрални статии и рецензии за списанието The Spectator, издава свои стихотворения и създава крупния труд по литературознание Landmarks in French Literature (1912). По време на Първата световна война отказва военна служба по пацифистки съображения.
Първият голям успех на Литън Стрейчи като литератор, направил името му известно и извън границите на Британия, става Eminent Victorians, излезлият през 1918 г. сборник от четири биографии на известни дейци от Викторианската епоха. С присъщия му сарказъм авторът разобличава и осмива двойствения, намиращ се в упадък морал в Англия от края на XIX столетие, посочва слабостите и пороците на „власт имащите“. През 1921 г. той публикува подобно съчинение за кралица Виктория (Queen Victoria).
Писателят умира от рак през 1932 г. в своето имение в графство Бъркшир, Югоизточна Англия.

## Посмъртно признание
- Едуард Форстър прави Л. Стрейчи герой на своя роман „Морис“ под името „виконт Рисли“.
- През 1953 г. композиторът Бенджамин Бритън създава операта Глориана по случай коронацията на кралица Елизабет II. Нейното либрето е написано въз основа на романа на Л. Стрейчи „Елизабет и Есекс: Трагична история“ (Elizabeth and Essex: A Tragic History) (1928).

## Съчинения
- Landmarks in French Literature, 1912
- Eminent Victorians: Cardinal Manning, Florence Nightingale, Dr. Arnold, General Gordon, 1918
- Queen Victoria, 1921
- Books and Characters, 1922
- Elizabeth and Essex: A Tragic History, 1928
- Portraits in Miniature and Other Essays, 1931
- Characters and Commentaries (изд. James Strachey, 1933)
- Spectatorial Essays (изд. James Strachey, 1964)
- Ermyntrude and Esmeralda, 1969
- Lytton Strachey by Himself: A Self Portrait (изд. Michael Holroyd, 1971)
- The Really Interesting Question and Other Papers (изд. Paul Levy, 1972)
- The Letters of Lytton Strachey (изд. Paul Levy, 2005)
- Das Leben, ein Irrtum. Acht Exzentriker, Berlin 1999 (ISBN 3-8031-1186-2)